# Seeichiro Aoki
Seiichiro Aoki (征一狼 蒼軌?, Aoki Seiichirou) è un personaggio dell'anime e manga X delle CLAMP. Lui è uno dei Draghi del Cielo, coloro che cercano di salvare gli esseri umani, contrapponendosi ai Draghi della Terra, che vogliono invece estinguerli.
Nel set di tarocchi di X, Aoki raffigura Il Papa o Lo Ierofante.

## Carattere
Sorridente e affabile, stringe uno strano legame di amicizia con Karen Kasumi, che da parte della donna si trasforma in un amore non ricambiato: Aoki, infatti, ha una moglie, Shimako, e una figlia, Yuka. Per quanto riguarda gli altri personaggi, li incontra ma non stringe alcun legame particolarmente forte. Nutre un profondo affetto per suo nipote Daisuke Saiki, dotato di poteri simili ma inferiori ai suoi, che nutre una grande stima e rispetto nei suoi confronti. Fra i vari personaggi è uno dei più anziani.

### Poteri
Comanda il vento e afferma che per innalzare la propria barriera, con la quale può proteggere il luogo che lo circonda durante i combattimenti, pensa a ciò che prova per le persone a lui più care.

## Storia

### Manga
Giornalista e impiegato nella casa editrice Asuka (la stessa sulla quale veniva pubblicato X), nella prima parte del manga riveste un ruolo marginale; nella seconda parte, lo si vede sempre in coppia con Karen.
La morte di Daisuke, ucciso per mano di Fuuma Mono, lo rende ancora più determinato.

### Anime
Molto di più di lui è mostrato nell'anime. Qui, la prima volta che lo vediamo è nell'incontro con Arashi Kishu. Decide, in seguito, di divorziare da sua moglie per proteggere lei e la loro figlia, in modo da coinvolgerle nell'Apocalisse; finisce per chiedere di gestire la pratica proprio ad un suo nemico, Yuto Kigai. Il discorso viene ascoltato per puro caso anche da Karen, che si preoccupa per il suo amico: i due si erano conosciuti tempo addietro in un'intervista nel locale dove lavora la ragazza, un luogo per adulti che lo metteva in imbarazzo. La donna lo invita quindi a casa sua dove gli chiede spiegazioni; Aoki la tranquillizza: era infatti sua intenzione risposarla appena la situazione di pericolo fosse terminata. Karen, allora, narcotizza il suo amico e va a combattere al suo posto nella sfida lanciatagli da Yuto (avvenimento presente anche nel manga, seppur in un contesto differente). Al combattimento interviene anche Satsuki Yatoji, alleata di Yuto, portando Karen in situazione di netta inferiorità: per riequilibrare le sorti interviene lo stesso Aoki: si era ferito per rimanere sveglio e salva la donna. A quel punto fa promettere alla donna che non avrebbe mai più rischiato la sua vita per nulla (anche questa scena è presente nel manga), ma Karen non riuscirà a mantenere la promessa: la volta successiva è lei a salvare Aoki in uno scontro impari, morendo. Il giornalista rimane l'unico in vita dei quattro combattenti; in seguito, continua a difendere i suoi compagni più giovani fino a quando viene sconfitto da Kusanagi Shiyu, anche se rimane in vita anche alla fine.
Nell'anime è doppiato da Toshiyuki Morikawa nella versione originale e da Lorenzo Scattorin nella versione italiana.

### Film
Nel film di X Aoki si mostra poco, anche per mancanza di tempo, in una missione dove doveva partecipare, oltre a Karen, anche Yuzuriha Nekoi, la più giovane del gruppo: riesce con una scusa a farla allontanare e fra i tre sarà l'unica a rimanere in vita. Infatti, nel combattimento contro Nataku, dove inutilmente cerca di dialogare con lui, muoiono entrambi. Nell'ultima scena si vede il suo corpo tagliato in due.
Nel film è doppiato da Hideyuki Tanaka nella versione originale e da Marco Balzarotti nella versione italiana.

## Crossover
Seiichiro, per quanto riguarda i mondi paralleli della serie Tsubasa RESERVoir CHRoNiCLE, si mostra soltanto nel mondo di Acid Tokyo come una figura marginale.